# Транссредиземноморский газопровод
Транссредиземноморский газопровод (англ. Trans-Mediterranean Pipeline), или газопровод имени Энрико Маттеи (англ. Enrico Mattei gas pipeline), — магистральный газопровод, транспортирующий природный газ из Алжира через Тунис по дну Средиземного моря в Сицилию и на материковую часть Италии и далее в Словению. Имея длину 2475 км (1538 миль), является одним из наиболее протяжённых газопроводов мира.

## История
Строительство газопровода из Алжира в Италию впервые было предложено в 1960-х годах. Предварительное его технико-экономическое обоснование было представлено в 1969 году, а первый вариант маршрута — в 1970. В 1974—1975 годах были проведены технические испытания по способу укладки трубопровода на дно Средиземного моря. В 1977 году были заключены соглашения о поставках и транзите газа.
Первая очередь строительства газопровода была реализована с 1978 по 1983, вторая — с 1991 по 1994 годы. В 1994 году пропускная способность трубопровода была увеличена вдвое. В 2000 году газопровод был назван в честь главы итальянской нефтяной компании Eni Энрико Маттеи.

## Производственная деятельность
В 1997 году в ходе террористической атаки был разрушен участок газопровода. По информации, просочившейся в WikiLeaks, к подрыву могла быть причастна рабочая группа Critical Foreign Dependencies Initiative Госдепа США.
28 февраля 2010 года через вилайет Тебесса была протянута очередная ветка, которая, как ожидается, сможет увеличить пропускную способность газопровода до 250 млрд футов3 в год.

## Маршрут
Газопровод берёт своё начало в месторождении газа Хасси-Рмель и, пройдя 550 км (340 миль) по территории Алжира, попадает на границу с Тунисом. По его территории пролегает 370 км (230 миль) до прибрежного городка Эль-Хауария, откуда через 155 км (96 миль) по дну Тунисского пролива попадает на остров Сицилия. Пройдя 340 км (210 миль) по острову, газопровод пересекает Мессинский пролив (15 км (9,3 миль)) и, проходя по территории Италии 1500 км (930 миль), достигает Словении.